# Buenaventura Zapirain Uribe
Buenaventura Zapirain Uribe (Lekeitio, 14 de juliol de 1873 - Donostia, 8 de juliol de 1937) fou un compositor i organista basc.
Estudià al seu poble natal les primeres lliçons de música amb l'organista, però aviat es feu càrrec de la seva educació musical el seu germà gran, el sacerdot José Luis. Als catorze anys sortí de Lekeitio i marxà a Cóbreces (Cantàbria) amb el seu germà, que havia estat nomenat capellà del Col·legi dels Bernardos; en aquest col·legi, Zapirain feia d'organista de la parròquia del Sagrat Cor i que desenvolupà el càrrec fins que, per enderroc d'aquesta temple, passà a exercir en el del Bon Pastor construït per a substituir aquell. El 1891 Zapirain marxà d'organista al Seminari de San Jerónimo de Burgos, i l'any següent tornà a Donostia.
Fixà de bell nou la seva residència a la capital de Guipúscoa (1892) fou nomenat professor de piano i organista del Col·legi del Germans Marianistes, on i va romandre durant molts anys, durant els quals estudià harmonia musical amb el seu germà i, sense més coneixements que els adquirits d'aquesta manera, va escriure l'òpera Txanton Piperri, amb lletra de Toribio Alzaga, que s'estrenà el 1899 en el Centro Católico de San Sebastián; després es representà en el Teatre Principal de la mateixa ciutat, i, per a fi, a Bilbao.
En vista de les bones disposicions que el nou compositor semblava tenir, la Diputació de Biscaia i l'Ajuntament donostiarra li concediren una pensió. Amb aquesta marxà a París, i durant dos anys cursà el contrapunt i la fuga amb Guilmant, professor del Conservatori de París. En un viatge que va fer durant aquest temps restà dos mesos a Madrid i estudià instrumentació amb Arin. El 1905 fou nomenat professor de piano del Col·legi dels Germans Bernardos, i ocupà el càrrec fins al 1928, en què els religiosos abandonaren la ciutat. El 20 de maig de 1909 estrenà a Bilbao una altra òpera basca, també amb lletra d'Alzaga titulada Amboto. En diversos certàmens va aconseguir premis amb obres per a orfeó i orquestra o banda. També es distingí en música religiosa.